# Distinction entre le patriotisme et le nationalisme
Le terme patriotisme est utilisé à la droite politique et à gauche, pour le distinguer du terme nationalisme, connoté négativement dans les pays d'Europe occidentale et en Amérique du Nord.

## Volonté de distinction patriotisme contre nationalisme
La volonté de distinction patriotisme-nationalisme est motivée par plusieurs facteurs. La connotation négative du terme nationaliste, dû à son association avec des forces utilisant la violence, le rejet de l'autre, voir le terrorisme fait que le terme patriotisme est généralement privilégié.
En second lieu, le patriotisme est avant tout basé sur la loyauté envers sa patrie, tandis que le nationalisme est un projet politique pouvant avoir des connotations différentes. Selon le Petit Robert, le nationalisme est « une exaltation du sentiment national », mais une « doctrine fondée sur ce sentiment, subordonnant toute la politique intérieure au développement de la puissance nationale et revendiquant le droit d'affirmer à l'extérieur cette puissance sans limitation de souveraineté », tandis que le patriotisme serait selon le Centre national de ressources textuelles et lexicales, simplement l'« attachement profond et le dévouement à la patrie ».